# 수동 광통신망
수동 광통신망(Passive optical network, PON)는 점대 다점 FTTP 구조를 가진 통신망으로써 광 스플리터(Optical splitter)를 사용하여 단일 광섬유로 다수의 사용자를 지원하는 시스템이다. 서비스 제공자 측에 위치한 한 대의 광 회선 단말 장치(Optical line Terminal:OLT)와 다수의 가입자 측에 설치된 광통신망 유닛(Optical network units:ONU)으로 구성되며, 사업자 측에서는 필요로 하는 설비 및 광섬유의 양을 줄임으로써 점대점 구조의 단점을 보완한다.
일반적으로 다운스트림(downstream) 신호는 단일 광섬유를 공유하는 모든 유닛으로 전송되며, 암호화를 통해 도청을 방지한다.
업스트림(upstream) 신호는 다양한 프로토콜을 통해 결합되어 단일 광섬유를 통해 전달되며, 일반적으로 시분할다중접속(Time Division Multiple Access:TDMA)방식이 사용된다.

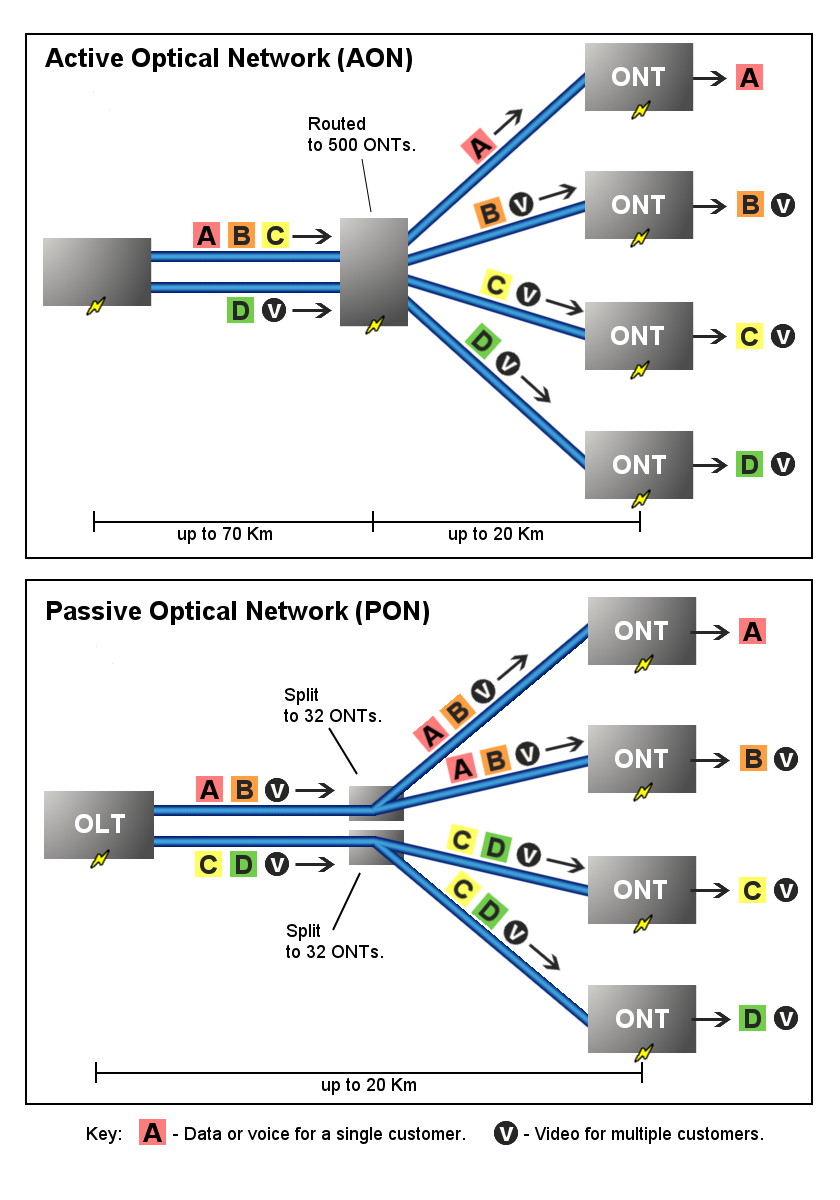
Downstream traffic in active (top) vs. passive optical network

## 네트워크 구성요소
파장 분할 다중(Wavelength Division Multiplexing:WDM) 방식의 수동 광통신망 은 다운스트림일 때와 업스트림일 때 서로 다른 파장대역을 할당하여 ITU-T G.652, 즉 단일 비영분산 광섬유로 전송한다. BPON, EPON, GEPON, GPON은 동일한 파장대역을 사용하며, 다운스트림은 1,490 나노미터(nm), 업스트림은 1,310 나노미터(nm), RF 비디오 등의 부가 오버레이 서비스에는 1,550 나노미터가 사용된다.
현재 표준에서는 GPON과 BPON의 링크 마진을 28dB로 규정하고 있는데 이는 32분기로 약 20km의 전송거리를 제공할 수 있는 수치에 해당하며 광학 장치가 개선됨에 따라 이 또한 증가할 것으로 보여진다. 반면 실제 필드에서는 저렴한 장비도 쓰이는 것으로 알려져 있다. GPON의 경우 순방향 오류 정정법(Forward error correction:FEC)을 통해 2-3dB의 링크 마진을 추가로 제공할 수 있다. GPON 과 EPON의 프로토콜 모두 높은 분기율(GPON 최대 128명의 가입자, EPON 최대 64명의 가입자까지 지원)을 허용하지만, 사실상 대부분의 PON은 1x32 또는 그 이하의 분기율이 제공된다.
PON은 OLT(optical line terminal) 라고도 불리는 사업자 노드, ONU(optical network unit) 또는 ONT(optical network terminal)라 불리는 다수의 사용자 노드, 광섬유와 스플리터를 일컫는 ODN(optical distribution network)으로 구성된다. 여기서 ONT란 싱글 테넌트 ONU를 뜻하는 ITU-T 용어로써, 멀티 테넌트 유닛(MTU)에서는 이더넷, DSL, G.hn(ITU-T 표준으로 기존의 가정용 전력선, 전화선, 동축 케이블을 이용하여 고속전송을 지원) 등을 통해 가입자 구내 장치로 연결된다. 일반적으로 ONU는 PON의 끝단에 위치하여 고객에게 사용자 인터페이스를 제공하는 장치로 일부는 전화, 데이터, 비디오 등의 서비스를 제공하기도 한다.
OLT는 일반적으로 다음과 같은 PON과 서비스 제공자의 코어 네트워크 사이의 인터페이스를 제공한다.
- 고속 이더넷, 기가비트 이더넷, 또는 10기가비트 이더넷을 통한 IP 트래픽.
- SDH/SONET 등의 표준 TDM 인터페이스.
- 155-622 Mbps의 비동기 전송 방식 유저 네트워크 인터페이스

ONT 혹은 ONU는 PON의 끝단에 위치하여 음성, 데이터, 비디오, 텔레메트리 등과 같은 서비스 인터페이스를 사용자에게 제공하며, ONU의 기능은 크게 다음과 같은 두 가지로 구분된다.
- PON의 끝단에 위치하여 DSL, 동축 케이블 또는 이더넷 등의 융합 인터페이스를 사용자에게 제공.
- 네트워크 종단장치(Network Termination Equipment:NTE) : 융합 인터페이스를 입력하여, 이더넷과 POTS와 같은 네이티브 서비스 인터페이스를 사용자에게 제공.

OLT에서 전송되는 다운스트림 트래픽은 모든 ONU에 전달되는 특성을 가지고 있기 때문에 PON은 공유 네트워크다. 각 ONU는 본인에게 전송된 패킷만을 해석할 수 있으며, 암호화를 통해 도청이 방지된다.

## 보완 기술
PON 토폴로지로 인해 다운스트림(OLT->ONU)과 업스트림 (ONU->OLT)의 전송방식은 각각 달라진다. 다운스트림 전송일 때, OLT는 광신호를 연속 모드로 모든 ONU에 전송해야 하므로 다운스트림 채널에는 항상 광 신호가 실려있다. 반면 업스트림 채널에서 ONU는 연속모드로 광신호를 전송할 수 없는데, 다수의 ONU가 하나의 OLT에연속모드로 광신호를 전송하면,신호 충돌이 발생하기 때문이다.이 문제를 해결하기 위해, 업스트림 채널에서는 버스트 모드로 신호를 전송한다.각 ONU는 자신에게 할당된 시간구간(Time slot)에만 광 패킷을 전달하는 시분할다원접속 방식으로 업스트림 채널을 공유한다. ONU들이 서로 동기화가 되어있지 않고 OLT와 ONU간의 거리가 서로 다르기 때문에 OLT로 전송된 각각의 패킷들의 위상은 서로 일치하지 않는다. OLT와 ONU들 간 거리의 차이로 인해 OLT에 전달된 광패킷의 진폭은 서로 다를 수 있다. 위상과 진폭의 변이를 극히 짧은 시간(예, GPON에서는 40ns)에 보정하기 위해 버스트 모드 클럭/데이터 복구기법(BM-CDR)과 BM모드 증폭기(예, 버스트 모드 TIA)가 각각 사용된다. 또한, 버스트 모드용으로 전원 on/off가 용이한 송신기를 필요로 한다. 위 세 가지 디바이스의 사용은 PON링크를 점대점 연속모드 광통신 링크와 확연하게 차이나게 하는 요소이다.

## 구성요소
최신 수동 광 네트워크는 높은 신뢰성, 저비용, 전원 공급이 불필요한 수동소자를 사용한다는 점에서 주목을 받고 있다.
단일 모드의 구성요소에는 파장분할 멀티플렉서/디멀티플렉서(WDMs), 아이솔레이터, 서큘레이터 및 필터와 같은 분기 장치가 있는데, 본 장치들은 CO간, 루프 피더, 회선내 광섬유(Fiber In The Loop:FITL), 광동축 혼합망(Hybrid Fiber-Coaxial Cable:HFC), 동기식 광통신망(Synchronous Optical Network:SONET), 동기 디지털 계층(Synchronous Digital Hierachy: SDH) 시스템 등에서 사용된다. 여타 통신 네트워크에서도 광섬유 증폭기(Optical Fiber Amplifiers: OFA)와 고밀도 파장 분할 다중전송(Dense Wavelength Division Multiplexer:DWDM) 방식을 기반으로 하는 광통신 시스템을 채택하고 있다. 이러한 시스템은 2010년 Telcordia Technologies에 의해 관련 제안서가 발표되었다.

응용 프로그램으로는 다채널 전송 및 배포 시스템, 모니터링 광 탭, 광 섬유 증폭기 펌프 컴바이너, 비트레이트 리미터, 광 커넥터, 경로 다이버시티, 편광 다이버시티, 간섭계 및 코히어런트 광통신 등이 있다.
파장 분할 다중(WDM)방식은 광신호의 파장 운집 정도를 바탕으로 전력의 분할 혹은 결합이 발생되는 기술이다. 고밀도 파장 분할 다중(DWDM)방식은 최소 네 개의 파장에 전력을 분할하여 전송한다. 파장 무의존형 결합기(WIC)는 광신호의 파장에 따라 독립적으로 전력의 분할이나 결합을 발생시키는 광 통신 부품이다. 상기 부품에 의해 광신호의 분할 및 결합이 동시에 발생함으로써 단일 광섬유로도 양방향 데이터 전송이 가능하다. 수동 광 부품은 광 신호의 정보 내용과는 별개로, 규격(커플링 비율)대로 광 전력을 결합하고 분할하는 명료한 데이터 포맷이라고 볼 수 있다. 파장 분할 다중(WDMs)시스템은 파장 스플리터와 결합기, 파장 무의존형 결합기는 전력 스플리터와 결합기로써 기능한다.
광 아이솔레이터는 2 포트의 수동 소자이며, 할당된 파장 범위내에서 한쪽 방향으론 빛을 투과하고 반대 쪽은 빛을 분리시킨다. 또한 레이저 다이오드 모듈 및 광 증폭기의 필수 내장 부품으로 사용되는데, 하이 비트레이트의 아날로그 전송 시스템에서는 다중 경로 반사로 인해 발생한 잡음을 감소시킨다.
광 써큐레이터는 반대 방향으로 전송되는 광파가 손실되지 않고 세번째 포트를 통해 출력된다는 점을 제외하고는 광 아이솔레이터와 유사한 방식으로 동작한다. 또한 양방향 전송에도 사용되는데, 전파 방향에 따라 광전력을 분배하고 분리시키는 분기 소자의 역할을 하기도 한다.
광 섬유 필터는 파장 의존 손실, 분리 및 리턴 손실을 제공하는 복수의 포트를 가진 장치를 말한다. 필터 유형 분류를 목적으로, 특정 대역폭에 속한 파장의 진행을 허용하기도 한다.

## 같이 보기
- 원거리 통신
- 통신 네트워크

## 관련 서적
- Lam, Cedric F., (2007) "Passive Optical Networks: Principles and Practice.  San Diego, California.: Elsevier.
- Kramer, Glen, Ethernet Passive Optical Networks , McGraw-Hill Communications Engineering, 2005.
- Monnard, R., Zirngibl, M.m Doerr, C.R., Joyner, C.H. & Stulz, L.W. (1997).Demonstration of a 12 155 Mb/s WDM PON Under Outside Plant Temperature Conditions. IEEE Photonics Technology Letters. 9(12), 1655-1657.
- Blake, Victor R. Chasing Verizon FiOS, Communications Technology, August 2008 보관됨 2012-02-12 - 웨이백 머신
- McGarry, M., Reisslein, M., Maier M. (2006). WDM Ethernet Passive Optical Networks 보관됨 2016-07-05 - 웨이백 머신. IEEE Optical Communications. (February 2006), S18-S25.